# Jacques d'Ovidio
Jacques d'Ovidio, né le 15 mars 1921 à Philippeville et mort le 7 janvier 1997 à Créteil, est un décorateur français de cinéma et de théâtre.

## Liste des décors réalisés par Jacques d'Ovidio

### Spectacles
- 1985 : Jules César de Robert Hossein
- 1987 : L'Affaire du courrier de Lyon d'Alain  Decaux et Robert Hossein
- 1989 : Dans la Nuit la Liberté de Robert Hossein
- 1993 : Je m'appelais Marie-Antoinette de Robert Hossein
- 1993-1994 : Voyage au temps des impressionnistes, parcours-spectacle, château d'Auvers-sur-Oise

### Filmographie

#### Comme décorateur
- 1961 : Le Monte-charge de Marcel Bluwal
- 1961 : Les lâches vivent d'espoir de Claude Bernard-Aubert
- 1961 : La Fille aux yeux d'or de Jean-Gabriel Albicocco
- 1963 : Ballade pour un voyou de Jean-Claude Bonnardot
- 1963 : Judex de Georges Franju
- 1964 : Les Barbouzes de Georges Lautner
- 1964 : La Cité de l'indicible peur de Jean-Pierre Mocky
- 1965 : Tant qu'on a la santé de Pierre Étaix
- 1966 : Sale temps pour les mouches de Guy Lefranc
- 1967 : Les Aventuriers de Robert Enrico
- 1967 : Playtime de Jacques Tati
- 1967 : Ne jouez pas avec les Martiens d'Henri Lanoë
- 1968 : Alexandre le Bienheureux d'Yves Robert
- 1969 : Z de Costa-Gavras
- 1970 : Le Pistonné de Claude Berri
- 1971 : Blanche de Walerian Borowczyk
- 1972 : R.A.S. d'Yves Boisset
- 1972 : État de siège de Costa-Gavras
- 1974 : L'Ironie du sort d'Édouard Molinaro
- 1974 : Dupont Lajoie d'Yves Boisset
- 1975 : La guerre du pétrole n'aura pas lieu de Souheil Ben Barka
- 1975 : L’Agression de Gérard Pirès
- 1975 : La Bête de Walerian Borowczyk
- 1975 : Les Secrets de la mer rouge (série télévisée, plusieurs épisodes de Claude Guillemot et Pierre Lary)
- 1976 : La Marge de Walerian Borowczyk
- 1977 : Le Maestro de Claude Vital
- 1978 : Les Bronzés de Patrice Leconte
- 1978 : Claudine à l'école d'Édouard Molinaro
- 1978 : Claudine à Paris d'Édouard Molinaro
- 1978 : Claudine en ménage d'Édouard Molinaro
- 1978 : Claudine s'en va d'Édouard Molinaro
- 1979 : Les Bronzés font du ski de Patrice Leconte
- 1980 : Le Roi des cons de Claude Confortès
- 1981 : L'Agent secret de Marcel Camus
- 1983 : L'Homme de Suez de Christian-Jaque
- 1983 : Poussière d'empire de Lam Lê
- 1985 : Le Caviar rouge de Robert Hossein
- 1986 : Sarraounia de Med Hondo

#### Comme assistant-décorateur
- 1951 : Knock de Guy Lefranc (décors de Robert Clavel, Jacques Douy, Jacques d'Ovidio)
- 1952 : Cent Francs par seconde de Jean Boyer (décors de Robert Giordani, assisté de Jean Mandaroux et Jacques d'Ovidio)
- 1953 : L'Ennemi public numéro un d'Henri Verneuil (décors de Robert Giordani, assisté de Jean Mandaroux et Jacques d'Ovidio)
- 1954 : La Reine Margot de Jean Dréville (décors d'Henri Schmitt et Maurice Colasson, assistés de Jacques d'Ovidio et Alexandre Hinkins)
- 1954 : Le Boulanger de Valorgue d'Henri Verneuil
- 1956 : Honoré de Marseille de Maurice Régamey (décors de Jean Mandaroux, assisté de Jacques d'Ovidio)
- 1957 : Sénéchal le magnifique de Jean Boyer (décors de Robert Giordani, assisté de Jean Mandaroux et Jacques d'Ovidio)
- 1957 : Le Chômeur de Clochemerle de Jean Boyer (décors de Robert Giordani, assisté de Jean Mandaroux et Jacques d'Ovidio)
- 1958 : La Loi de Jules Dassin
- 1958 : Les Vignes du seigneur de Jean Boyer (décors de Robert Giordani, assisté de Jean Mandaroux et Jacques d'Ovidio)
- 1958 : Le Gendarme de Champignol de Jean Bastia (décors de Jean Mandaroux, assisté de Jacques d'Ovidio	)
- 1959 : Maigret et l'Affaire Saint-Fiacre de Jean Delannoy (décors de René Renoux, assisté de Jacques d'Ovidio, Pierre Tyberghen)
- 1959 : Rue des prairies de Denys de La Patellière (décors de René Renoux, assisté de Pierre Tybergein, Jacques d'Ovidio)
- 1959 : Meurtre en 45 tours d'Étienne Périer (décors de Jean Mandaroux, assisté de Jean-Jacques Caziot, Jacques d'Ovidio et Jacques Dugied)
- 1962 : Le Procès d'Orson Welles